# Nguyễn Phúc Trú
Nguyễn Phúc Trú, auch Nguyễn Phúc Chú oder Nguyễn Phúc Thụ (chữ Hán: 阮福澍, * 14. Januar 1697; † 7. Juni 1738), regierte von 1725 bis zu seinem Tod 1738 als siebter Nguyễn-Fürst über den Süden Vietnams. Seine Herrschertitel lauteten Đỉnh Quốc Công und Chúa Ninh (chữ Nôm: 主寧, „Fürst Ninh“, wortwörtlich etwa „Friedenssuchender Fürst“).

## Herrschaft

### Einfluss mächtiger Familien
Nguyễn Phúc Trú war der älteste Sohn von Nguyễn Phúc Chu und dessen Hauptfrau Tống Thị Được. Nach dem Tod seines Vaters erbte er im Alter von etwa 29 Jahren den Thron des Nguyễn-Staatswesens Đàng Trong (Cochinchina). Zu dieser Zeit hatte sich das florierende südvietnamesische Herrschaftsgebiet nahezu vollständig vom nördlichen Reich separiert und eine eigene nationale Identität entwickelt.
Im Unterschied zu seinem führungsstarken Vater zeigte Nguyễn Phúc Trú nur wenig Interesse an den täglichen Regierungsgeschäften und verließ sich daher stark auf Beamte. Besonders drei miteinander konkurrierende Familien erlangten so während seiner Herrschaft großen Einfluss: die Nguyễn Cửu, die Nguyễn Khoa und die Trương Phúc.
Das wichtigste Mitglied der Nguyễn-Cửu-Familie war zu dieser Zeit Nguyễn Cửu Chiêm, seit 1715 – als Nachfolger seines Vaters Nguyễn Cửu Vân – Statthalter von Gia Định (Saigon).
Die Nguyễn-Khoa-Familie wurden von Nguyễn Khoa Chiêm geführt, der sowohl als Staatsmann als auch als Autor eines Geschichtswerks Berühmtheit erlangt hatte. Sein Sohn Nguyễn Khoa Đăng hatte sich am Nguyễn-Hof in Phú Xuân (Huế) als unbestechlicher Richter und Verwalter der Schatzkammer einem Namen und aufgrund seiner Strenge viele Feinde innerhalb der Aristokratie gemacht. Unmittelbar nach Nguyễn Phúc Trús Thronbesteigung fiel er in Ungnade und wurde auf Drängen eines Nguyễn-Cửu-Familienmitglieds wegen Hochverrats hingerichtet.
Aus der Trương-Phúc-Familie stammte Nguyễn Phúc Trús erste, früh verstorbene Frau Trương Thị Thư, die Tochter des Generals Trương Phúc Phan und Schwester des späteren Regenten Trương Phúc Loan. Ein weiteres Mitglied der Familie, Trương Phúc Vĩnh, wurde 1731 zum ersten vietnamesischen Oberbefehlshaber („Kontrolleur“) der Mekongdelta-Ebene ernannt.

### Lao-Aufstand in Kambodscha
In diesem Jahr war im kambodschanisch-vietnamesischen Grenzgebiet ein neuer militärischer Konflikt ausgebrochen: In Kambodscha lebte in der Gegend um Ba Phnom eine große Lao-Minderheit, die sich infolge des Zerfalls von Lan Xang hier angesiedelt hatte. 1731 begann diese Gruppe unter ihrem Anführer Sá Tốt (Sotot, Prea Sot) aus unklaren, vermutlich religiösen Gründen einen anti-vietnamesischen Aufstand. Die Lao-Rebellen und mit ihnen verbündete Khmer rückten zunächst in Richtung Gia Định vor und verübten pogromartige Massaker an den vietnamesischen Siedlern, bevor sie von den Truppen Nguyễn Cửu Chiêms zurückgedrängt wurden. Die Rebellen griffen anschließend Mỹ Tho an, das von seinem chinesischstämmigen Herrscher Chen Dading (Trần Đai Đinh), Sohn des Chen Shangchuan (Trần Thượng Xuyên), erfolgreich verteidigt wurde. Die Unruhen erfassten das ganze Mekongdelta bis nach Hà Tiên am Golf von Siam, wo Mo Jiu (Mạc Cửu), der zweite mächtige chinesisch-vietnamesische Machthaber, herrschte. 
Die Nachrichten hatten inzwischen den Fürstenhof in Phú Xuân erreicht, woraufhin Nguyễn Phúc Trú den neuen Oberbefehlshaber Trương Phúc Vĩnh mit der Niederschlagung des Aufstands beauftragte. Dieser machte ausgerechnet den pro-vietnamesischen Khmer-König Satha II. (Ang Chi, Nặc Tha) für die Gewalt verantwortlich und ließ eine Offensive ins kambodschanische Landesinnere vorbereiten. König Satha II. versicherte demütig seine Unschuld und floh schließlich aus Angst vor der vietnamesischen Strafexpedition ins weiter westlich gelegene Pursat. Trương Phúc Vĩnh beendete daraufhin die Militärkampagne und widmete sich wirtschaftlichen Aktivitäten.
Im folgenden Jahr, 1732, griffen die aufständischen Lao jedoch erneut im Raum Vĩnh Long/Mỹ Tho an. Trương Phúc Vĩnh sollte daraufhin gegen die Lao und Khmer vorgehen und erneut mekongaufwärts ins kambodschanischen Kernland einrücken, ließ sich aber vom Khmer-König – der den Aufstand ohne fremde Einmischung beenden wollte – bestechen und blieb passiv.
Stattdessen versuchte er seinen Rivalen Chen Dading zu stürzen, indem er diesen zunächst ohne Unterstützung vorrücken ließ und anschließend als Befehlsverweigerer diskreditierte. Als Chen Dading von den Vorwürfen erfuhr, reiste er nach Phú Xuân um seine Unschuld zu beweisen, wurde dort aber aufgrund des Einflusses der Trương-Phúc-Familie sofort inhaftiert und starb kurz darauf in Gefangenschaft. Der Statthalter in Gia Định, Nguyễn Cửu Chiêm, konnte später jedoch Fürst Nguyễn Phúc Trú davon überzeugen, dass Trương Phúc Vĩnh gelogen hatte, woraufhin der Fürst diesen entließ.
Der kambodschanische König Satha II. wurde zum Abschluss des Konflikts genötigt, „zur Wiedergutmachung“ die beiden – schon länger nicht mehr von ihm kontrollierten – Provinzen Longhor (Long Hồ/Vĩnh Long) und Peam Me Sar (Mỹ Tho/Tiền Giang) auch de jure an die Nguyễn abzutreten. Damit erstreckte sich Vietnam erstmals bis an den Mekong.

### Reformen
Abgesehen von den Aktionen der Jahre 1731/32 beschränkte sich Fürst Nguyễn Phúc Trú darauf, die bereits unter seinem Vater erfolgten Eroberungen zu konsolidieren und in den neuen Territorien Ordnung, Einigkeit und Moral zu fördern. So erließ er 1726 zwei Edikte, in denen er seine Untertanen zu einem rechtschaffenen und produktiven Leben anleitete und seine eigene Familie als Vorbild darstellte. Ausdrücklich erneut verboten wurden hingegen Glückspiel, Korruption und Rechtsbeugung sowie die Umgehung des Zensus und der Wehrpflicht. Im gleichen Jahr wurde außerdem das Grenzgebiet zum Zentralen Hochland administrativ neu organisiert und eine klare Grenze zwischen Tiefland-Vietnamesen und den ethnischen Minderheiten des Hochlandes gezogen.
Im Jahr 1733 verfügte Nguyễn Phúc Trú schließlich, dass in allen Verwaltungszentren und Küstenstützpunkten baugleiche Uhren neuer europäischer Art eingesetzt werden sollten, um überall in seinem Reich eine einheitliche Zeitbestimmung zu ermöglichen.

### Tod und Nachleben
In den Jahren 1736/37 kam es zu einer erneuten Krise in Kambodscha, als König Satha II. von der pro-siamesischen Fraktion innerhalb seiner Familie (darunter auch seine Frau) vom Thron verdrängt wurde und ins Mekongdelta floh, woraufhin das Königreich in einem weiteren Thronfolgekrieg versank.
Fürst Nguyễn Phúc Trú starb jedoch bereits 1738 mit nur Anfang 40. Er wurde im Trường-Phong-Mausoleum nahe Huế begraben.
Er hatte sechs Töchter sowie drei Söhne, von denen der älteste, Nguyễn Phúc Khoát, seine Nachfolge antrat.
Als sein Sohn 1744 den Königstitel (Vương) annahm, verlieh er seinem Vater Nguyễn Phúc Trú den postumen Titel Ninh Vương (寧王), unter dem er bis heute in Vietnam bekannt ist. Nach der Thronbesteigung Kaiser Gia Longs (seines Urenkels) wurde der postume Titel 1806 in Hiếu Ninh Hoàng đế (孝寧皇帝) mit dem Tempelnamen Túc Tông (肅宗) erhöht.